# ダニエル・カルポ
ダニエル・カルポ（Daniel Carpo、1984年11月26日 - ）は、ルーマニアのラグビーユニオン選手。

## プロフィール
- ルーマニア・トゥルチャ出身[1]。
- ポジションはナンバーエイト(No.8)。
- 身長 191cm、体重 106kg
- 7人制ルーマニア代表に選ばれたことがある。
- ルーマニア代表通算キャップ数は54でラグビーワールドカップ2011・ラグビーワールドカップ2015のルーマニア代表に選ばれた[2]。

## 略歴
ブカレスト・ウルブズ、ティミショアラ・サラセンズ、CSMブクレシュティ、リッチモンドFC、CSMブクレシュティを経て、2018年、CSディナモ・ブクレシュティに加入。